# Batallón de Transporte 601
El Batallón de Transporte 601 (B Transp 601) es una unidad de apoyo del Ejército Argentino con asiento en el cuartel militar de Boulogne-Sur-Mer, Buenos Aires, y que depende de la Dirección de Transporte del ejército.
Este batallón fue creado en el año 2021 por resolución del JEMGE (jefe del estado mayor del ejército) para satisfacer exigencias de logística y transporte de la fuerza, especialmente luego de la experiencia de la Operación "Gral. Belgrano" de 2020 durante la pandemia de COVID-19 en la Argentina, donde se exigió al ejército del transporte de abundante material y personal. El batallón de transporte es creado a partir de la ex compañía de transporte que fuera creada en 2008.
La unidad constituye el único elemento operativo de la dirección de transporte del ejército, teniendo un potencial rol de apoyo en todo el territorio nacional. Para cumplir posee camiones de carga y minibuses de pasajeros.